# Veikko Karvonen
Veikko Leo Karvonen (Sakkola, 5 januari 1926 – Turku, 1 augustus 2007) was een Finse langeafstandsloper, die was gespecialiseerd in de marathon. Hij nam tweemaal deel aan de Olympische Spelen.

## Loopbaan
Tussen 1950 en 1955 verbeterde Karvonen zevenmaal het Finse record op de marathon. Op de Olympische Spelen van Melbourne in 1956 won hij op dit nummer een bronzen medaille.
Veikko Karvonen was aan het eind van zijn leven woonachtig in Gromowo, zijn Russisch geworden geboorteplaats.

## Titels
- Europees kampioen marathon - 1954
- Nordic Marathon kampioen - 1951, 1953, 1955

## Palmares

### 3000 m
- 1953:  Kouvola - 8.32,2
- 1953: 5e Turku - 8.32,8

### 10.000 m
- 1951: 5e Finse kamp. in Helsinki - 31.28,8

### marathon
- 1950:  EK - 2:32.45
- 1950:  marathon van Miehikkala - 2:45.51
- 1951:  Nordic marathon in Tampere - 2:28.07,4
- 1951:  marathon van Hameenlinna - 2:28.46,6
- 1951:  marathon van Enschede - 2:29.02,0
- 1952:  marathon van Turku - 2:25.19,2
- 1952: 5e OS - 2:26.41,8
- 1952: 6e marathon van Helsinki - 2:32.14,2
- 1953:  marathon van Turku - 2:25.47,0
- 1953:  marathon van Vihtavuori - 2:29.32
- 1953:  Nordic marathon in Oslo - 2:30.16
- 1953:  Boston Marathon - 2:19.19
- 1954:  Boston Marathon - 2:20.39
- 1954:  marathon van Fukuoka - 2:26.10
- 1954:  EK - 2:24.51,6
- 1954:  marathon van Kamakura - 2:26.10
- 1954:  marathon van Turku - 2:26.41,6
- 1954:  marathon van Rautjärvi - 2:28.36,6
- 1955:  Nordic marathon in Kopenhagen - 2:21.21,6
- 1955:  marathon van Fukuoka - 2:23.16
- 1955:  marathon van Athene - 2:27.30
- 1955:  marathon van Rauma - 2:30.44
- 1956:  marathon van Pieksämäki - 2:18.56,4
- 1956:  marathon van Hamburg - 2:23.15
- 1956:  OS - 2:27.47
- 1957:  Boston Marathon - 2:23.54
- 1957: 6e marathon van Turku - 2:29.54,6
- 1958: 6e EK - 2:22.45,8
- 1958:  marathon van Utsonomiya - 2:24.04
- 1958:  marathon van Turku - 2:24.35
- 1958: 4e marathon van Hameenlinna - 2:34.09,0
- 1959: 4e Boston Marathon - 2:24.37